# Chrystian Piotr Aigner
Chrystian Piotr Aigner (Puławy, Polonia, 1756 - Florencia, Italia, 9 de febrero de 1841)  fue un arquitecto y teórico de la arquitectura polaco.

## Biografía
Chrystian Piotr Aigner adquirió un amplio conocimiento de la arquitectura en el transcurso de varios viajes hechos a Italia que realizó en compañía de su patrón y subsiguiente colaborador y amigo Stanisław Kostka Potocki. Más tarde, durante una larga asociación con la ciudad de Varsovia, erigió muchos edificios clasicistas en la capital polaca. Miembro de la Academia de San Lucas de Roma y de la Sociedad de Amigos del Aprendizaje de Varsovia, y desde 1817 profesor de arquitectura en la Universidad de Varsovia, estuvo activo en Varsovia hasta 1825 y en Cracovia antes de partir hacia Italia para siempre en 1827.
Aigner aplicó al principio las formas decorativas del neoclasicismo temprano (palacio de Marynka en Puławy) o hizo referencia a las obras de Andrea Palladio (fachada de la iglesia de Santa Ana en Varsovia). En un período posterior, reformuló los patrones dibujados directamente de la arquitectura de la Antigüedad (iglesia parroquial de Puławy, iglesia de San Alejandro en Varsovia), e incluso erigió edificaciones neogóticas (la casa Gótica en Puławy). También publicó un libro de patrones, Budowy kościołów... [Edificio de la Iglesia...], que ejerció una gran influencia en la arquitectura sacra polaca en la primera mitad del siglo XIX.
La obra de Aigner representa un clasicismo maduro, inspirado directamente por las influencias italianas, y más tarde enriquecido por influencias imperiales y románticas. Las influencias románticas, que reflejaban un creciente interés en el pasado de Polonia, se expresaron principalmente a través del uso de formas neogóticas y de enriquecidas disposiciones espaciales (palacios con una rotonda en una esquina). Sus escritos teóricos incluyen Rozprawa o świątyniach u starożytnych i o słowiańskich, Roczniki Towarzystwa Warszawskiego Przyjaciół Nauk  [Tratado de templos antiguos y eslavos, Anales de la Sociedad de Amigos de Aprendizaje de Varsovia), 1808.

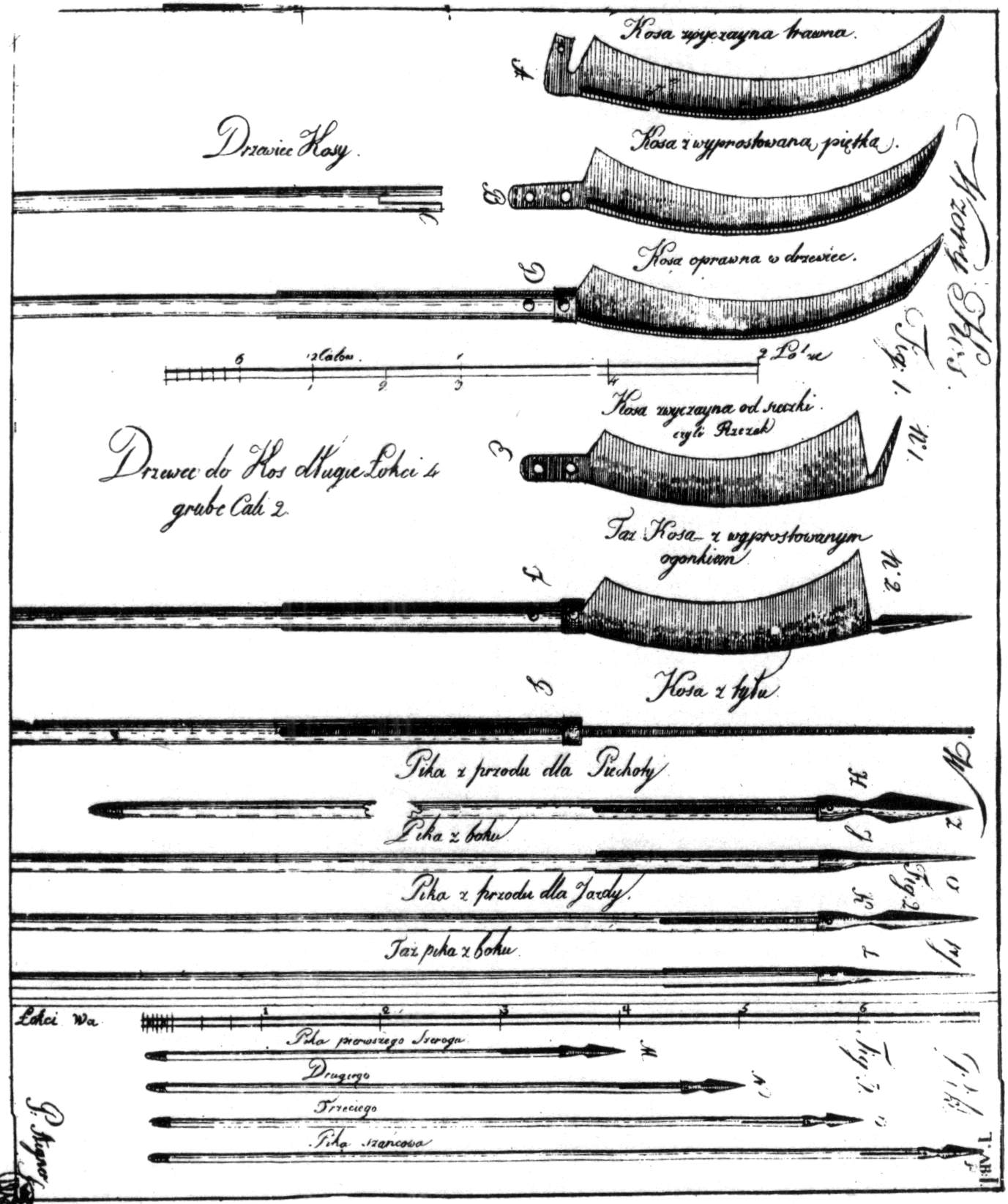
Guadañas de guerra. Ilustrado por Chrystian Piotr Aigner.

Durante la Insurrección de Kościuszko, Aigner escribió "Krótka nauka o kosach i pikach" [Un breve tratado sobre guadañas y picas], que proporcionó una teoría para operar en el campo de batalla con formaciones de guadañas y piqueros.

## Obras
- 1782-1830: Palacio clasicista en Olesin, condado de Puławy, con Stanisław Kostka Potocki;
- Palacio en Igołomia;
- Palacio en Zarzecze, condado de Przeworsk;
- Remodelación del castillo Łańcut;
- Iglesia en Międzyrzec Podlaski;
- 1785-1810: Czartoryski residencia en Puławy (iglesia de la Asunción, Casa Gótica, Templo de la Sibila, palacio de Marynka);
- Iglesia de San Alejandro en Suwałki;
- Iglesia de los Santos Apóstoles Pedro y Pablo en Żyrzyn;
- Epitafio del obispo de Cracovia Kajetan Sołtyk en la catedral de Wawel;
- clasicista manor house en Bachorza;

Obras en Puławy
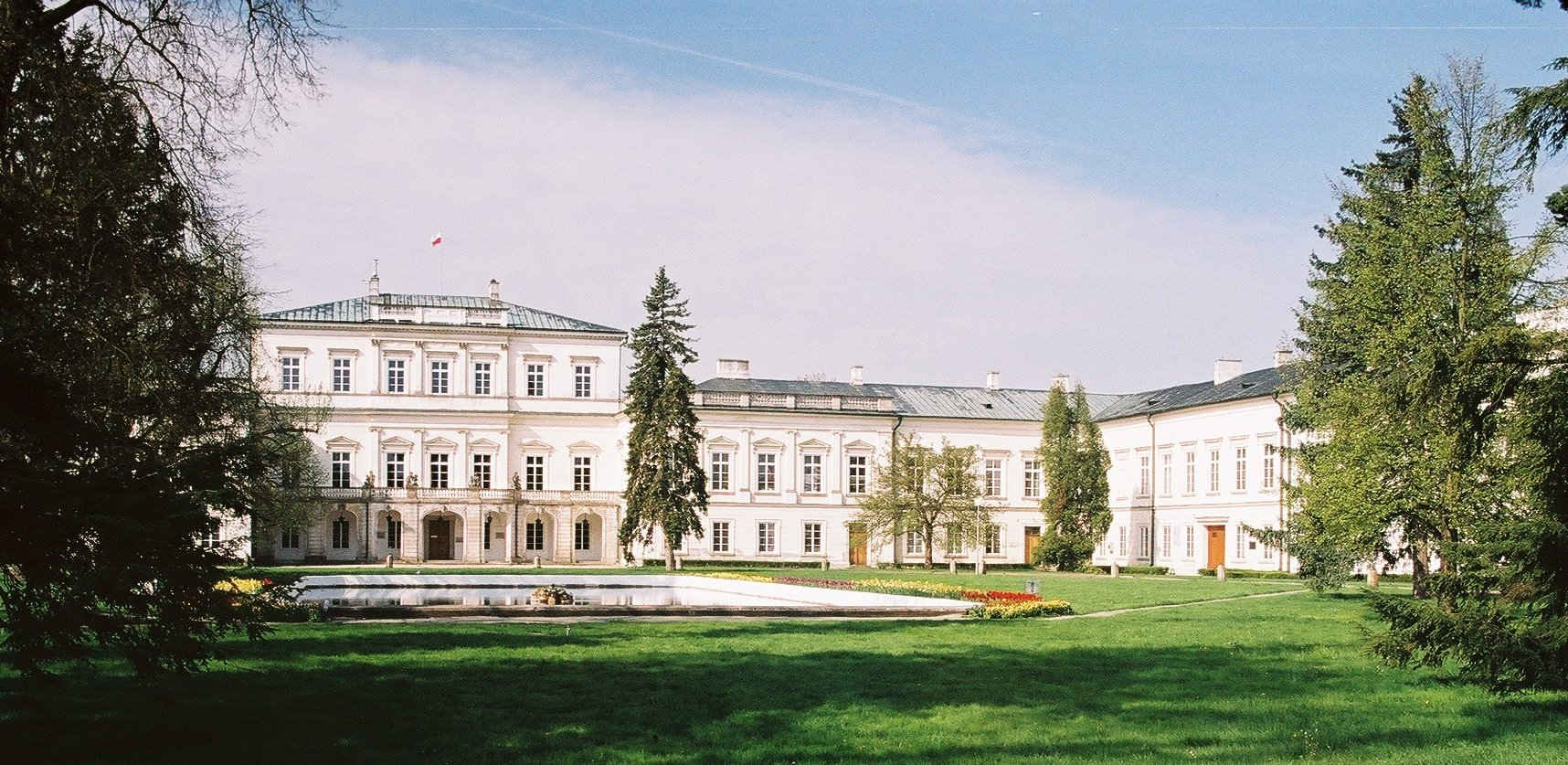
Palacio Czartoryski
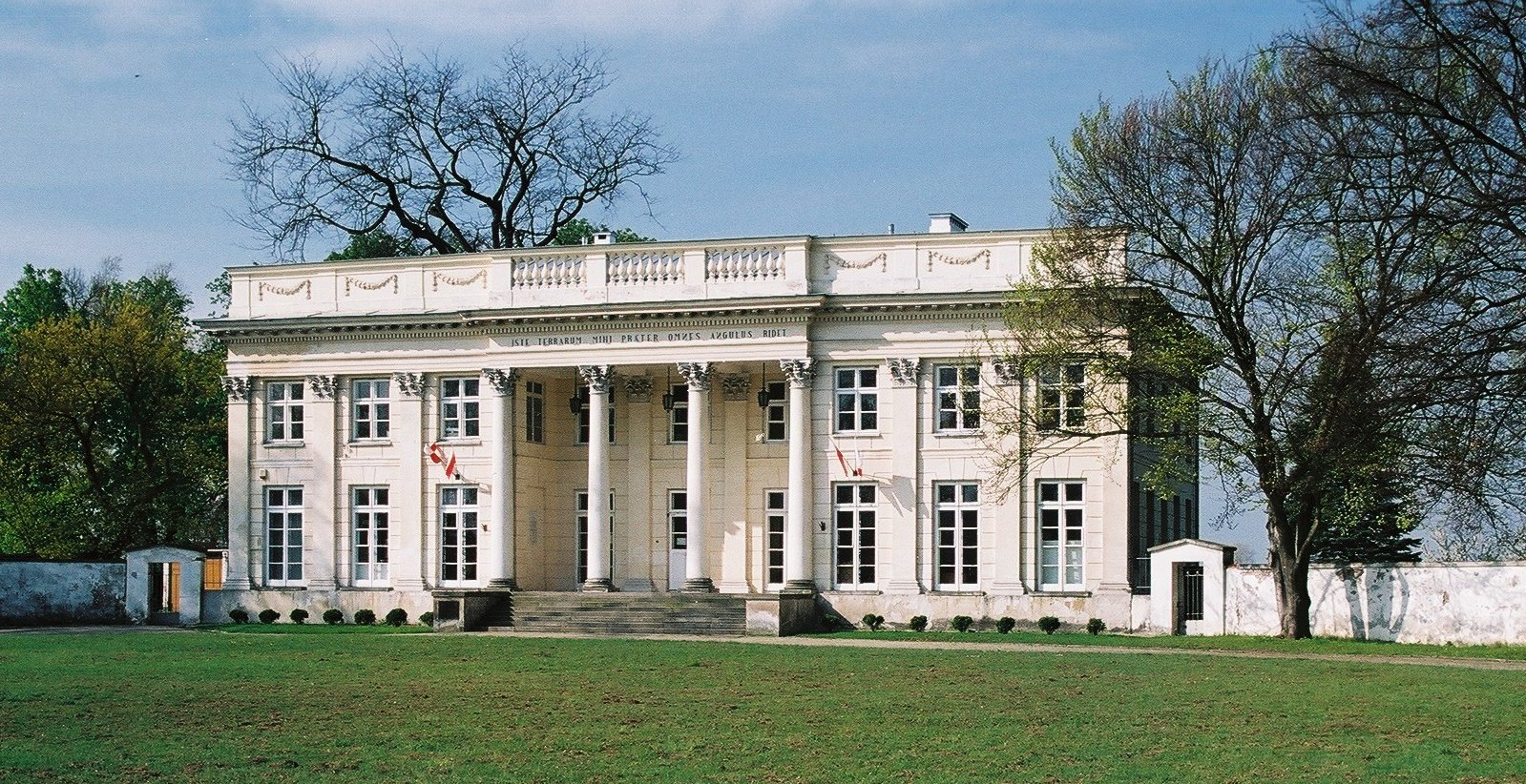
Palacio de Marynka
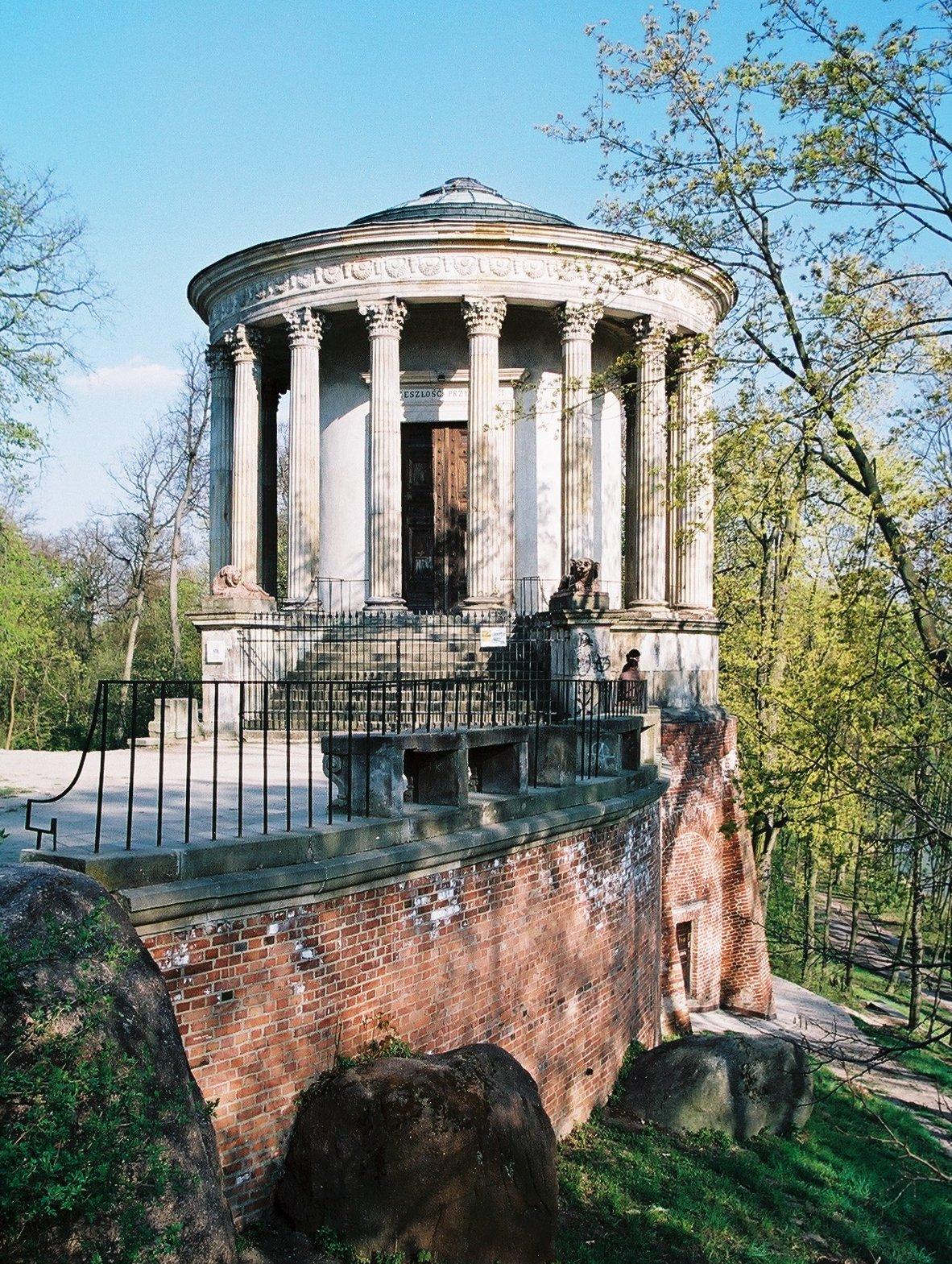
Templo de la Sibila
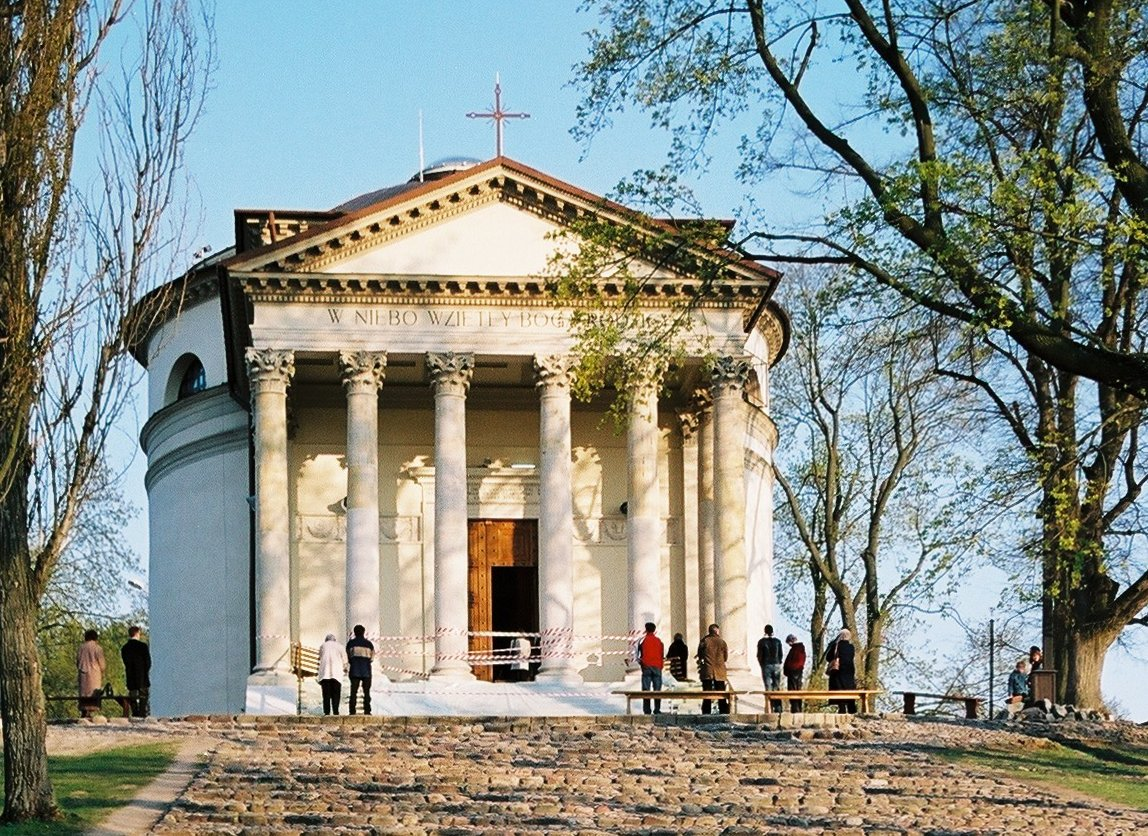
Iglesia de la Assumption
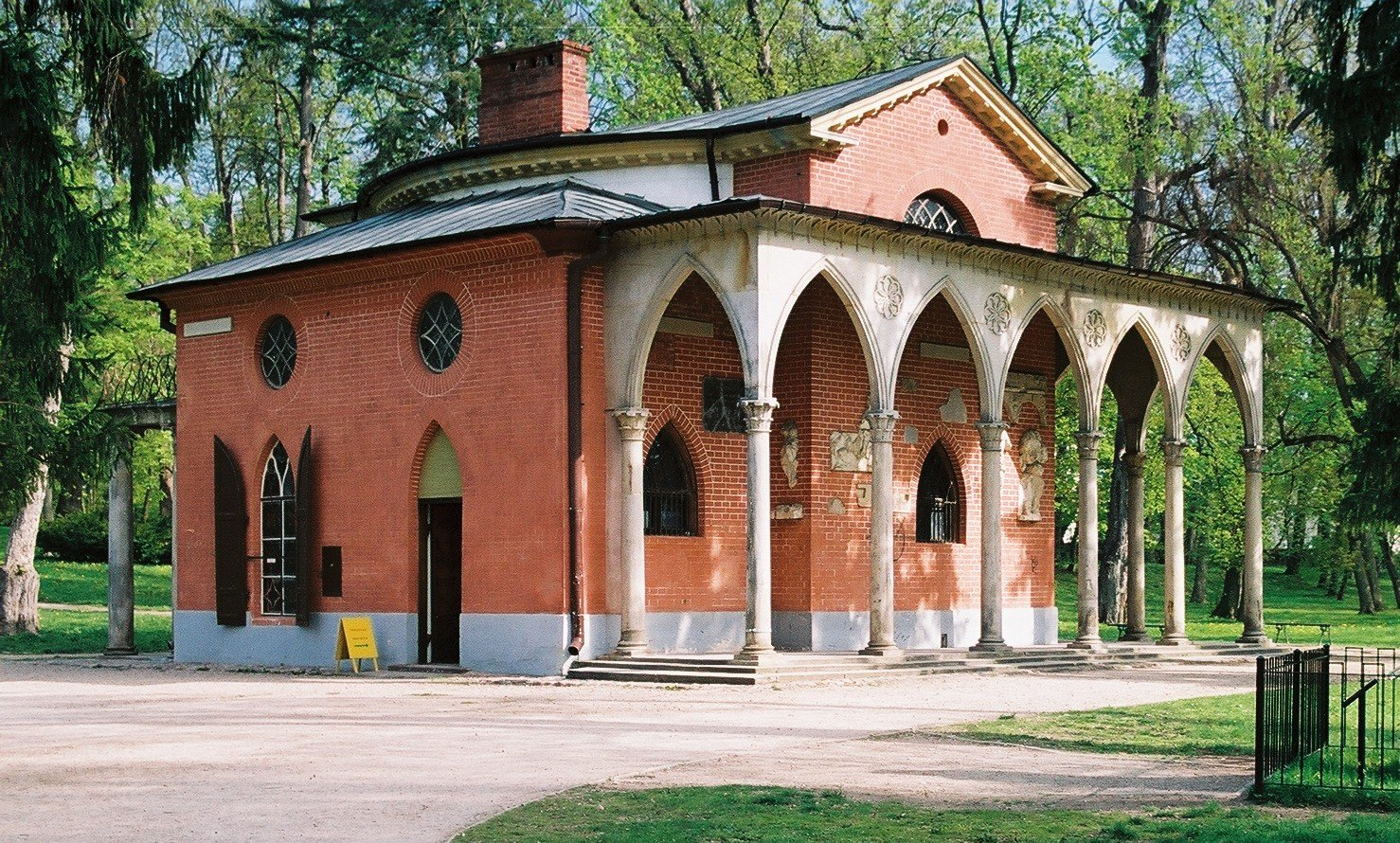
Casa Gótica

Otras obras
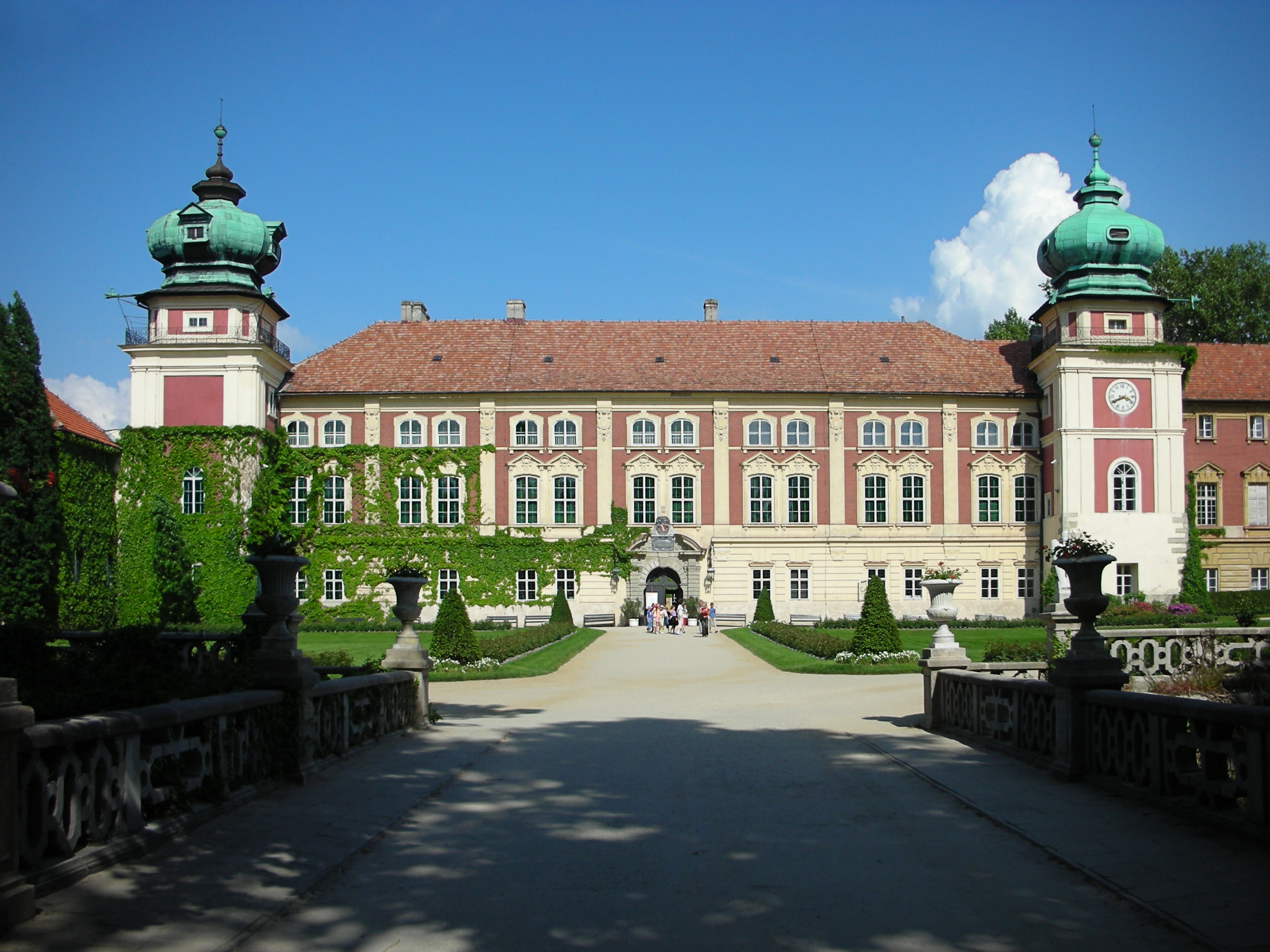
Castillo Łańcut
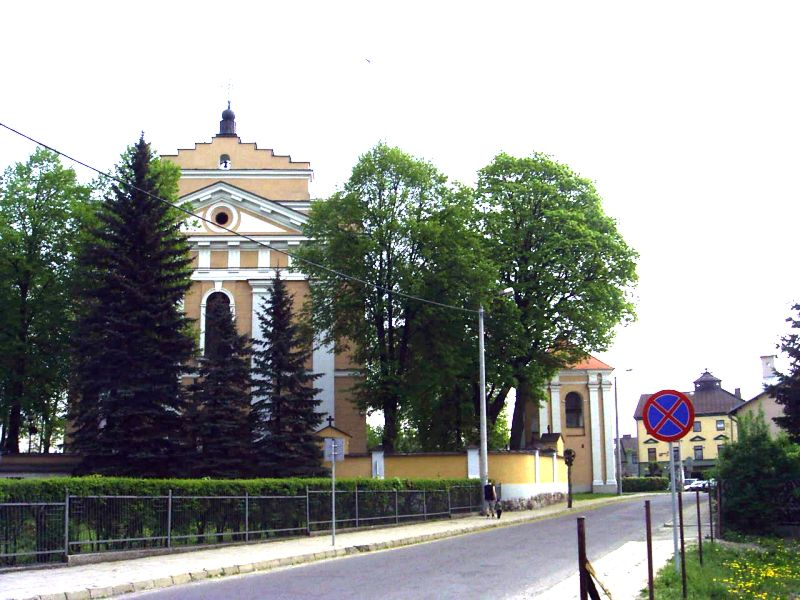
Iglesia de San Nicolás, en Międzyrzec Podlaski; fachada neoclásica, por Aigner

En Varsovia:
- 1785-1786: palacio Krasiński en Ursynów, con Stanisław Kostka Potocki, reconstruido en 1858 por Zygmunt Rozpędowski;
- 1785-1788: Remodelación de Leszno, Varsovia, palace, probablemente solo los interiores;
- 1786-1788: Fachada de la iglesia de Santa Ana en Varsovia, con Stanisław Kostka Potocki; reconstrucción de bell tower, 1816
- Fachada de la iglesia de San Andrés;
- 1792: Remodelación del Arsenal de Varsovia;
- 1792: Remodelación de la sala principal entrada en el palacio Wilanów;
- 1792: Villa de Izabela Lubomirska en Krzeszowice;
- 1788: Biblioteca de Ignacy Potocki, ya no existe, en el sitio del Hotel Bristol de Varsovia;
- 1808: Remodelación del palacio Natolin;
- 1818-1819: Remodelación del Palacio Presidencial de Varsovia (antiguamente , "palacio Vicereal");[2][3][1]
- 1818-1825: iglesia de San Alejandro en Varsovia;
- palacio de verano Morysin, cerca de Wilanów, con Stanisław Kostka Potocki;
- Mint en ulica Bielańska (demolido en 1905 por las autoridades del Imperio ruso);
- 1820-1825: Observatorio Astronómico de la Universidad de Varsovia;

Obras en Varsovia
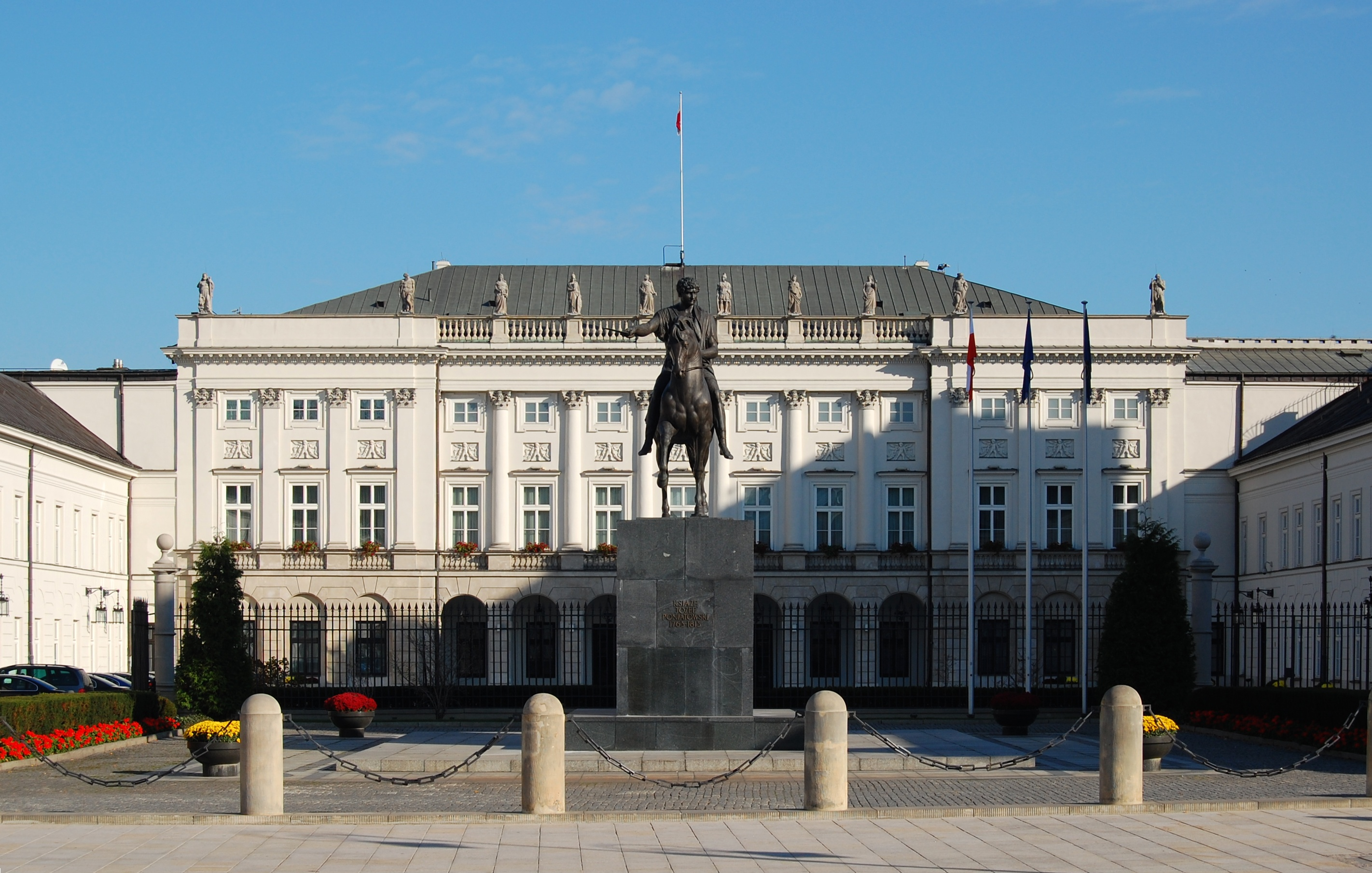
Palacio Presidencial de Varsovia
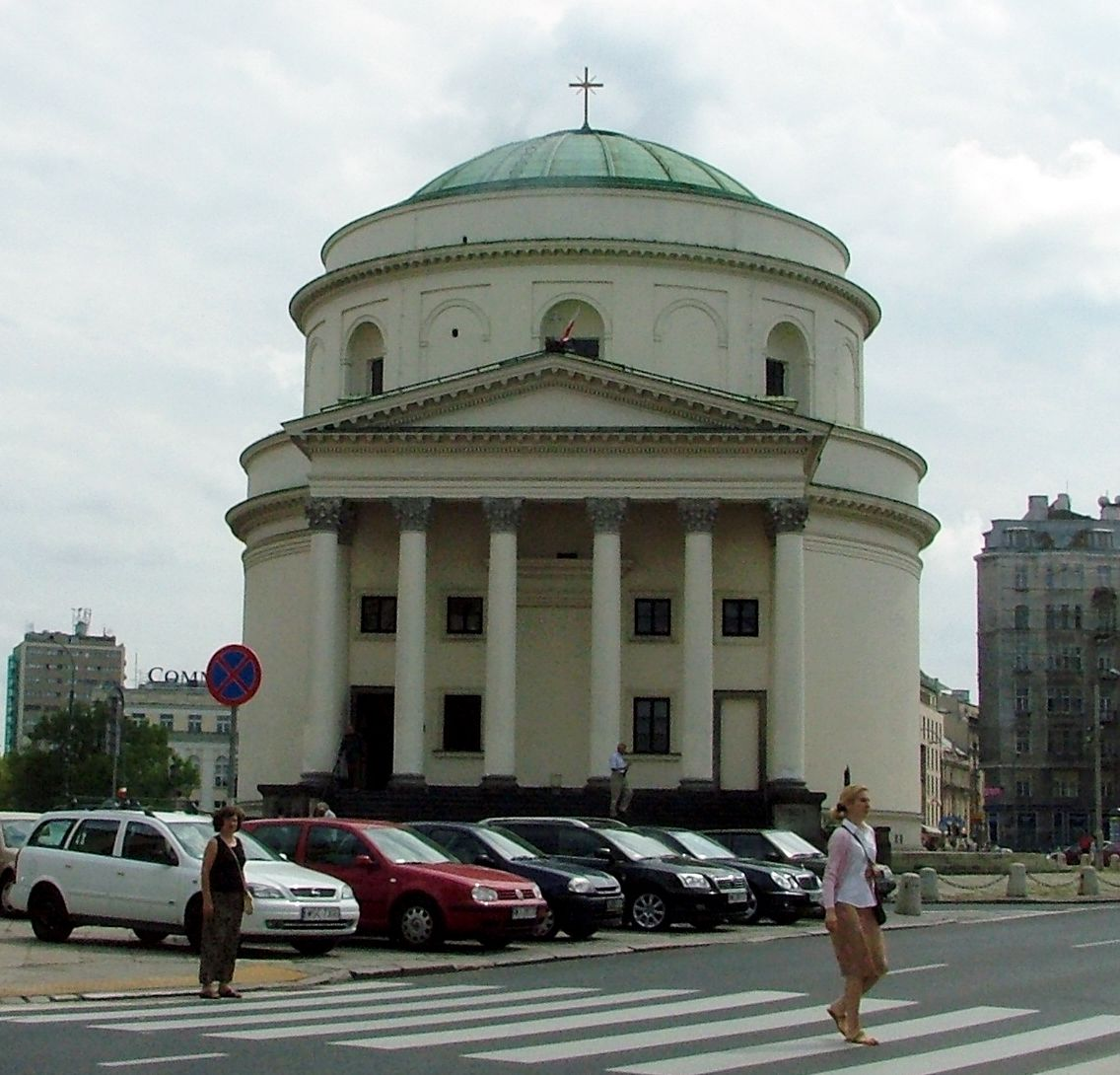
Iglesia de San Alejandro en Varsovia
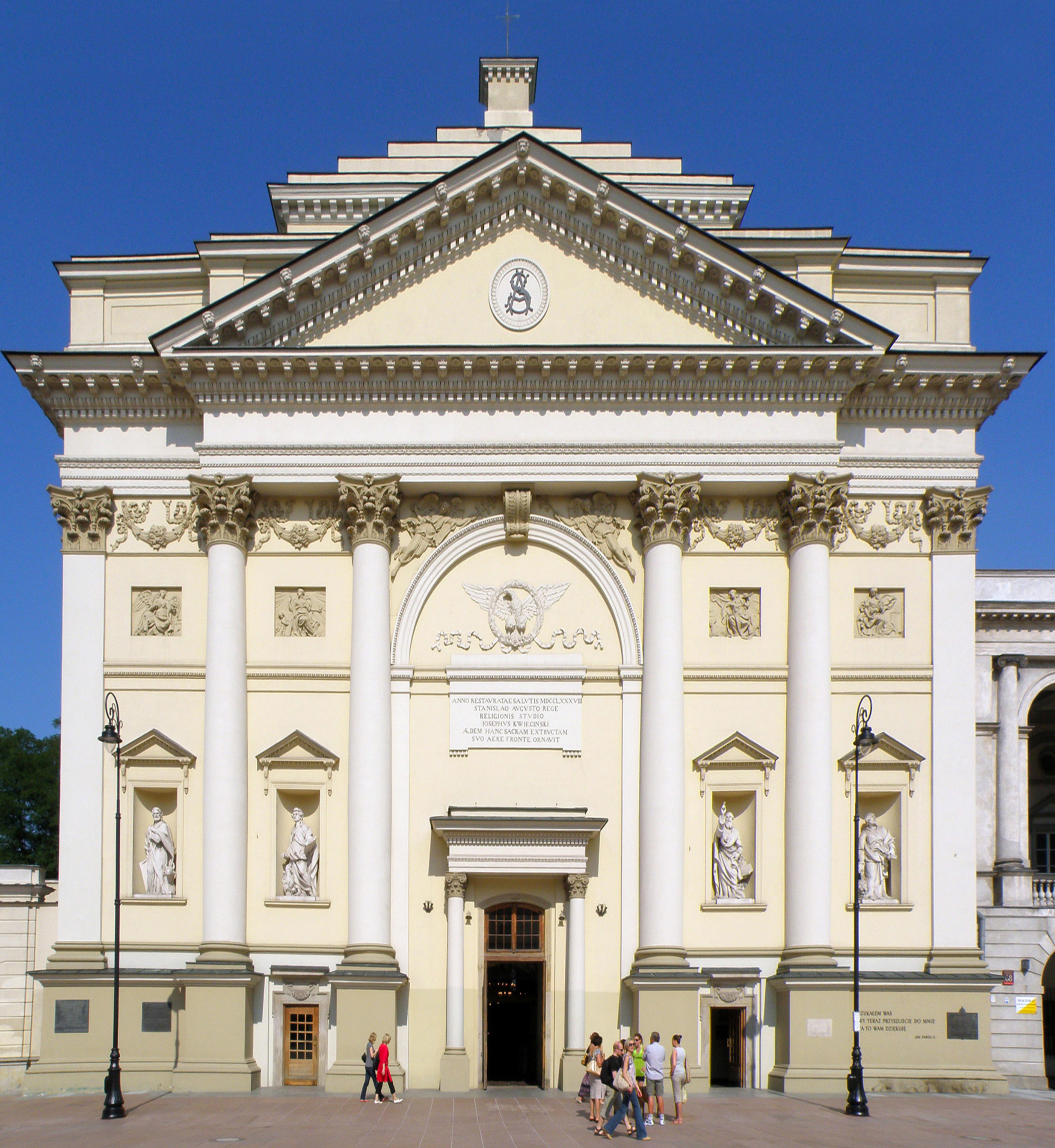
Iglesia de Santa Ana en Varsovia
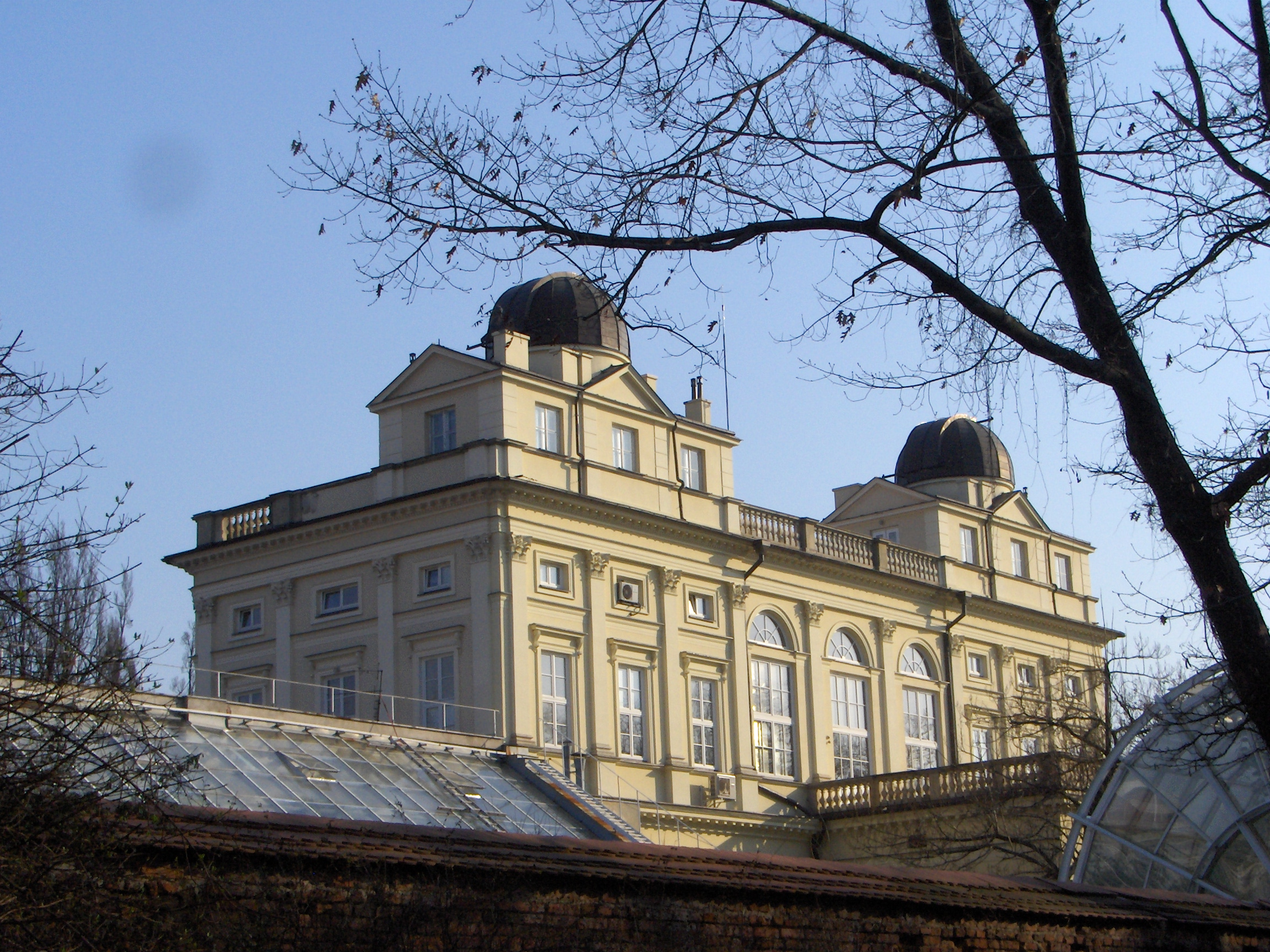
Observatorio Astronómico de la Universidad de Varsovia